# Chimarra quadrispinosa
Chimarra quadrispinosa är en nattsländeart som beskrevs av Jacquemart och Statzner 1981. Chimarra quadrispinosa ingår i släktet Chimarra och familjen stengömmenattsländor. Inga underarter finns listade i Catalogue of Life.